# 广度乡
广度乡是中国浙江省仙居县所辖的一个镇。面积78.5平方千米，人口0.94万人。邮编：317307。

## 历史沿革
1958年设广度管理区，1968年改公社，1970年更名朝阳公社，1981年复名广度公社，1984年改乡。

## 行政区划
乡政府驻水口村。

下辖24个行政村：水口、后辽、王招岭、东里、三井、上桥、瓦窑头、塘岙、宋口、宋家山、里岙、路坑、叶家山、牛栏头、平垟、西角、王田、大道平、铁炉、广度、下潭坑、祖庙、周坑、中央坑。